# Johann Hunyadi

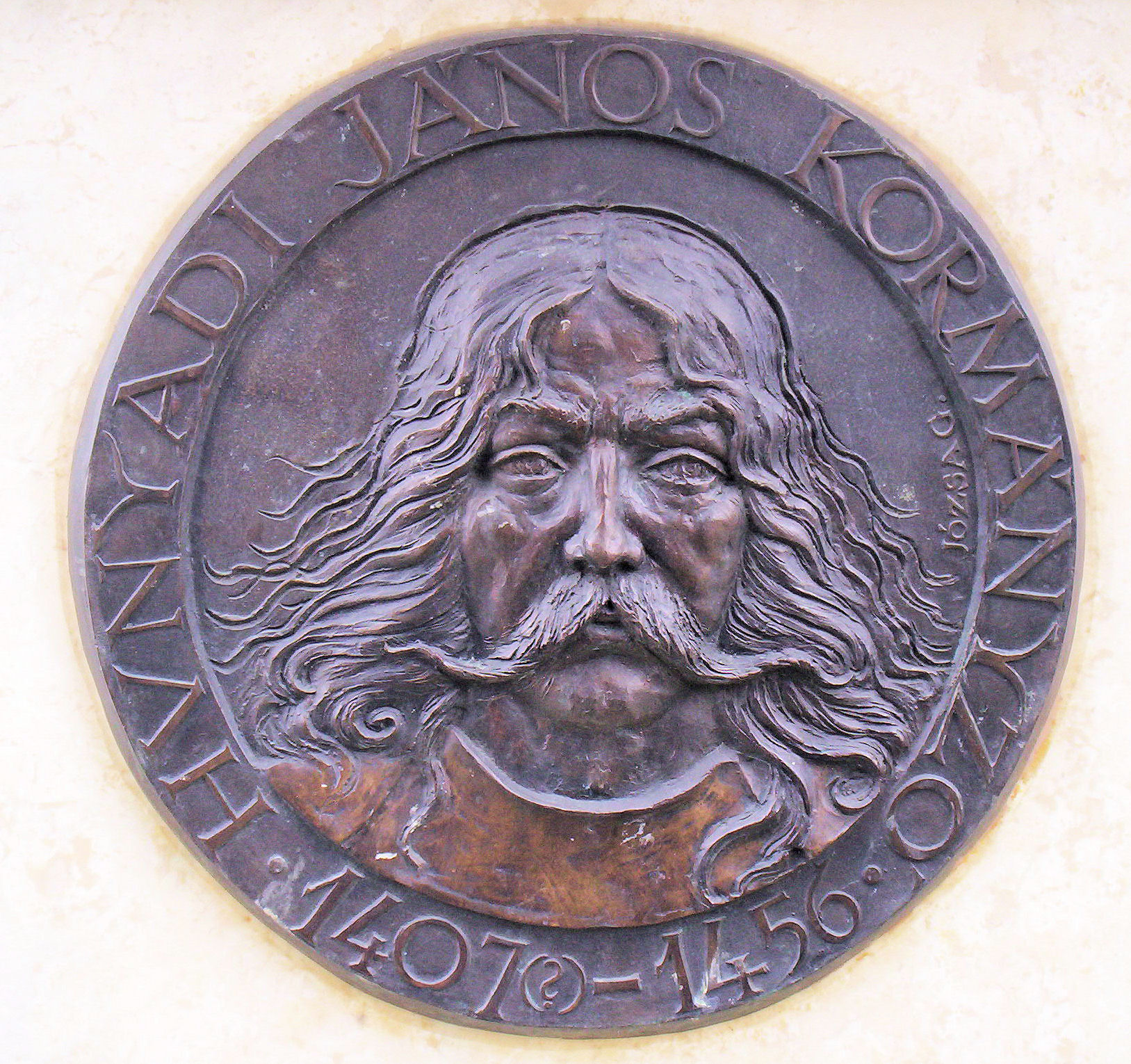
Johann Hunyadi

Johann Hunyadi (ungarisch Hunyadi János, rumänisch Iancu de Hunedoara, kroatisch und serbisch Sibinjanin Janko, Spitzname Janko bzw. Yanko; * 1387 oder 1407; † 11. August 1456) war ein ungarischer Staatsmann und Heeresführer. Er stammte aus Siebenbürgen und war vermutlich der Sohn des Vojk (Voicu) Corbu, eines von Sigismund von Luxemburg geadelten Walachen, und der Elisabeth Morzsinay. Er leitete seinen Familiennamen von dem kleinen Gut Hunyad ab, in dessen Besitz sein Vater 1407 kam. Hunyadi ließ auf diesem Gut die Stammburg der Familie, die heutige Burg Hunedoara, errichten.

## Ursprung des Namens der Familie

Wappen des Johann Hunyadi (Helmkleinod: Ein halber Flug nach links gewendet).

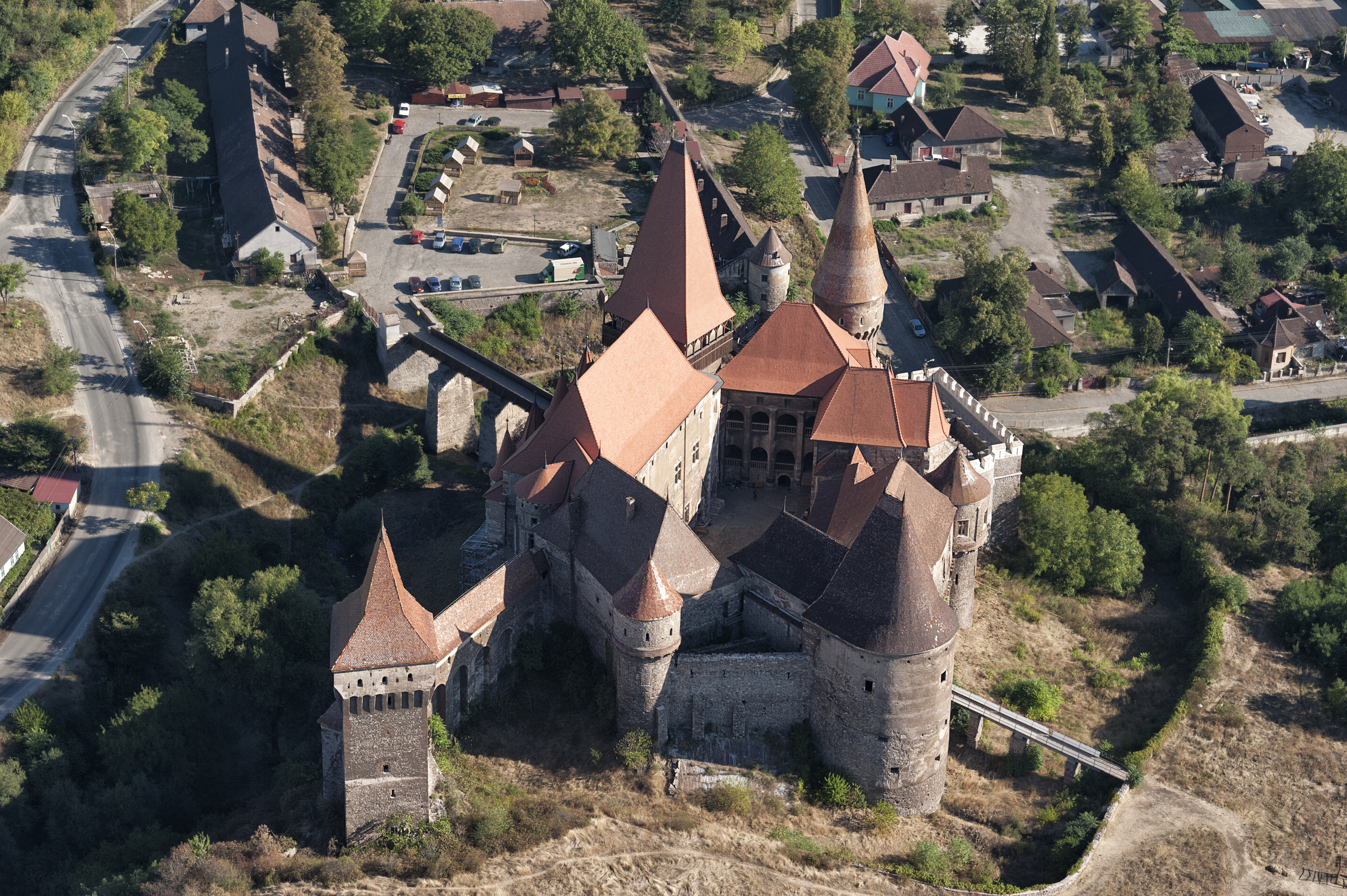
Burg Hunyadvár, erbaut ab 1440

Der später von seinem Sohn Matthias angenommene Beiname Corvinus hat seinen Ursprung in dem Familienwappen seines Geschlechts Hunyadi, das einen Raben (lateinisch corvus) zeigt.
Die „Schlesischen Annalen“ berichten, dass ein Rabe einst einen Ring entwendet habe, den Matthias von seinem Finger gestreift hatte; Matthias habe dann den Raben verfolgt und getötet und so seinen Ring zurückgewonnen. In Erinnerung an dieses Ereignis wählte er den Raben als Symbol für sein Siegel. Eine andere Meinung ist, dass das Wappentier von einem anderen Besitz der Familie abgeleitet wurde, dem „Rabenfelsen“ (auf Rumänisch Piatra Corbului). Eine weitere Legende besagt, dass, als Matthias in Prag gefangen gehalten wurde, seine Mutter ihm einen Brief mit einem Raben senden konnte. Diese Sage, die etwa von János Arany in seiner bekannten Ballade Mátyás anyja (Die Mutter des Matthias) in literarische Form gegossen wurde, ist auch der Grund, warum die Ungarische Post mehr als ein Jahrhundert lang einen Raben als Symbol hatte.

## Seine Kämpfe gegen das Osmanenreich
Johann ist manchmal mit einem älteren Bruder verwechselt worden, der im Kampf für Ungarn um 1440 gestorben ist. Als er noch jung war, trat er in die Dienste König Sigismunds ein, der seine Qualitäten schätzte und Geld von ihm lieh. Er begleitete 1410 den Monarchen in seinem Streben nach der Königskrone nach Frankfurt am Main, nahm 1420 an den Hussitenkriegen teil und verjagte 1437 die Osmanen aus Smederevo. Für diese Dienste erhielt er zahlreiche Güter und einen Sitz im königlichen Rat. 1438 machte König Albrecht II. ihn zum Ban von Severin, einem zwischen Olt und Donau liegenden Gebiet, das ständig in Gefechte mit den Osmanen verwickelt war. Nach dem plötzlichen Tod Albrechts II. 1439 setzte sich Hunyadi für die Königskandidatur des jungen Polen Wladyslaw III. ein (1440). Auf diese Weise kam es zum Konflikt mit den mächtigen Cilliern, den Hauptunterstützern von Albrechts Witwe Elisabeth und deren minderjährigem Sohn Ladislaus Postumus. Hunyadi nahm eine führende Rolle in dem folgenden Bürgerkrieg ein und wurde dafür von König Wladyslaw mit der Führung der Festung von Belgrad und der Woiwodschaft über Transsilvanien belohnt. Letztere Würde musste er sich allerdings mit seinem Rivalen Mihály Újlaki teilen.
Als wichtigster Woiwode an der ungarischen Grenze zum Osmanenreich kam ihm eine besondere Rolle in den folgenden Auseinandersetzungen mit den Türken zu. 1441 siegte er über die Türken bei Smederevo. 1442 vernichtete er ein türkisches Heer bei Hermannstadt, wohin er sich hatte zurückziehen müssen. Im Juli bezwang er bei der Donauklamm eine dritte türkische Armee. Diese Siege machten Hunyadis Namen gefürchtet bei den Türken und berühmt bei der Christenheit und spornten ihn 1443 an, zusammen mit König Wladyslaw den berühmten „langen Feldzug“ zu unternehmen. Als Teil der Vorhut durchquerte er den Balkan, eroberte Niš und besiegte drei türkische Paschas. Nachdem er Sofia eingenommen hatte, vereinigte er seine Armee mit der Armee König Wladyslaws und besiegte Murad II. bei Snaim. Die Ungeduld des Königs und die Strenge des Winters zwangen ihn, im Februar 1444 heimzukehren. Zu diesem Zeitpunkt war die Macht des Sultans über Bosnien, die Herzegowina, Serbien und Albanien weitgehend zusammengebrochen.
Noch bevor er zurück nach Ungarn gelangt war, erreichten ihn Angebote vom Papst (vertreten durch den Legaten Kardinal Giuliano Cesarini), von dem serbischen Despoten Đurađ Branković und von dem albanischen Prinzen Gjergj Kastrioti, den Krieg wiederaufzunehmen und die Türken weiter zurückzudrängen. Alle Vorbereitungen waren bereits ergriffen worden, als im königlichen Feldlager in Szeged Gesandte Murads erschienen, um einen zehnjährigen Waffenstillstand zu günstigen Bedingungen vorzuschlagen. Sowohl Hunyadi als auch Branković schlugen vor, dem Angebot zuzustimmen, und König Wladyslaw schwor auf die Bibel, die Bedingungen anzunehmen. Zwei Tage später erhielt Cesarini die Nachricht, dass eine Flotte venezianischer Galeeren in Richtung Bosporus aufgebrochen war, um Murad daran zu hindern, noch einmal Europa zu durchkreuzen (er hatte sich nach seinen Niederlagen nach Kleinasien zurückgezogen). Der Kardinal erinnerte den König an dessen Schwur, mit einem Feldzug über den Landweg mitzuwirken, wenn die Westmächte die Türken über den Seeweg angreifen würden. Er sprach mit der ihm verliehenen Macht den König von seinem zweiten Eid frei, und im Juli brach die ungarische Armee in Richtung des Schwarzen Meeres auf, um von den Galeeren eskortiert auf Konstantinopel zuzumarschieren. Brankovic fürchtete jedoch die Rache des Sultans im Falle eines Scheiterns des Feldzuges und informierte Murad im Voraus über den Anmarsch der Christen; zudem verhinderte er Kastriotis Teilnahme an dem Vorstoß. Als die Ungarn Warna erreichten, mussten sie feststellen, dass die venezianischen Galeeren die Durchfahrt des Sultans nicht hatten verhindern können. Er stand ihnen nun mit einer vierfachen Übermacht gegenüber, und am 10. November 1444 kam es so zur Schlacht bei Warna, in der das christliche Heer vernichtend geschlagen wurde. König Wladyslaw verlor sein Leben auf dem Schlachtfeld, während Hunyadi knapp entkommen konnte.

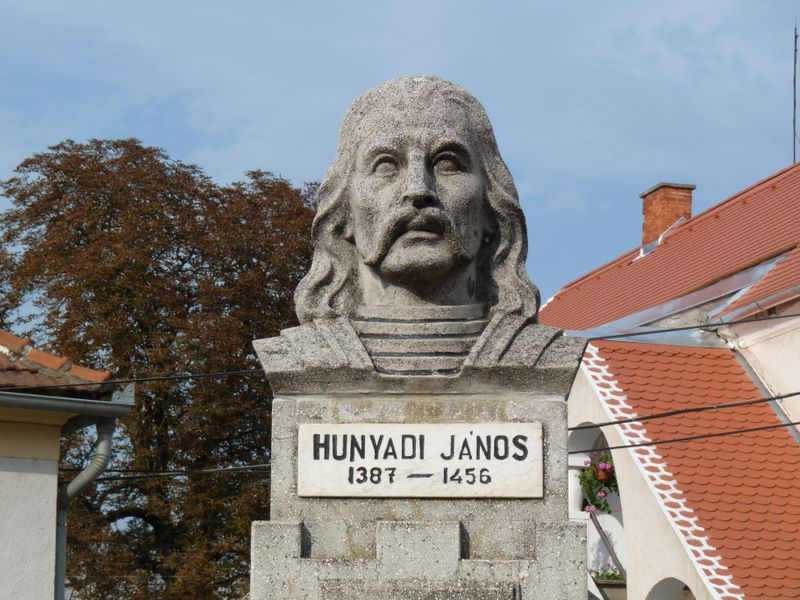
Johann Hunyadi (1387–1456)

Auf einer 1445 durchgeführten Versammlung wurde eine provisorische Regierung gebildet, bestehend aus fünf magyarischen Generalen. Hunyadi erhielt Transsilvanien und die Bezirke jenseits der Theiß. Nachfolger des gefallenen Königs war unterdessen Ladislaus Postumus geworden, der Sohn König Albrechts II.; da Ladislaus allerdings noch ein kleines Kind war, wurde eine Regentschaft erforderlich. Am 5. Juni 1446 wurde Hunyadi einstimmig zum Reichsverweser (vicarius generalis et gubernator) im Namen von Ladislaus gewählt. Seine erste Handlung als Regent war, gegen den deutschen König Friedrich III. vorzugehen, der sich weigerte, den jungen König auszuliefern. Nachdem er die Steiermark, Kärnten und die Krain geplündert und Wien bedroht hatte, zwangen anderweitige Schwierigkeiten Hunyadi, mit Friedrich für zwei Jahre einen Waffenstillstand abzuschließen. 1448 erhielt er von Papst Nikolaus V. eine goldene Kette und den Titel eines Prinzen. Als er gleich anschließend den Krieg mit den Türken wieder aufnahm, verlor er die mehrtägige (7. Oktober bis 10. Oktober) Schlacht auf dem Amselfeld im Kosovo. Eine wesentliche Rolle spielte dabei der Verrat seitens Dans, eines Gebieters der Walachei, und seines alten Feinds Branković, der ihn eine Zeit lang im Kerker der Festung von Smederevo einsperren ließ. Er wurde aber von den Magyaren freigekauft, und nachdem er die Differenzen mit seinen mächtigen Gegnern in Ungarn beigelegt hatte, führte er eine Strafexpedition gegen den serbischen Prinzen, dem er demütigende Friedensbedingungen auferlegte. 1450 ging Hunyadi nach Pressburg (heute Bratislava), um mit Friedrich die Bedingungen einer Übergabe von Ladislaus V. auszuhandeln, aber es konnte keine Einigung erzielt werden. Darauf beschuldigten ihn die Cillis und andere Feinde, es auf den Thron abzusehen. Er brachte sie zum Schweigen, indem er auf alle seine Würden zugunsten des jungen Königs verzichtete, sobald dieser Anfang 1453 nach Ungarn zurückkehrte. Ladislaus ernannte ihn deshalb zum Grafen von Beszterce und Generalkapitän des Königreichs.
Inzwischen war die türkische Frage wieder akut geworden, denn es war klar, dass Mehmed II. nach dem Fall von Konstantinopel 1453 seine Ressourcen sammelte, um gegen Ungarn zu kämpfen. Sein unmittelbares Ziel war das strategisch bedeutsame Belgrad, und so begab sich Hunyadi nach einer öffentlichen Versöhnung mit all seinen Feinden 1455 hierhin, um auf eigene Kosten die Festung auszurüsten und zu bewaffnen. Nachdem er sie stark befestigt unter dem Kommando seines Schwagers Mihály Szilágyi und seines älteren Sohns Ladislaus verlassen hatte, bildete er eine Entlastungsarmee und eine Flotte von zweihundert Galeeren. Unterstützt wurde er vom Franziskaner Giovanni da Capistrano, der so wirksam den Kreuzzug predigte, dass Hunyadis Armee um zahlreiche kriegsbegeisterte Bauern verstärkt werden konnte. Der Kern des Heers bestand aus Söldnern und adligen Reitern. Am 14. Juli 1456 zerstörte Hunyadi mit seiner Flottille die türkische Flotte; am 21. Juli erwehrte sich Szilágyi eines heftigen Angriffes, und am selben Tage verfolgte Hunyadi die verwirrten Türken bis in ihr Lager, das er nach einem verzweifelten und heftigen Zusammenstoß einnahm. Mehmed hob daraufhin die Belagerung von Nándorfehérvár (heute Belgrad) auf und kehrte nach Konstantinopel zurück. Damit war die Unabhängigkeit Ungarns für weitere siebzig Jahre sichergestellt. Die Magyaren mussten für diesen krönenden Sieg allerdings teuer bezahlen. Hunyadi starb in seinem Lager drei Wochen später an der Pest (11. August 1456).

## Familie
Um das Jahr 1430 heiratete Johann Hunyadi Elisabeth Szilágyi von Horogszeg. Elisabeth war die Tochter von Ladislaus Szilágyi, dem Obergespan des Komitates Bács-Bodrog und die Schwester des Reichsverwesers Michael Szilágyi, der ein Kampfgefährte von Johann Hunyadi war.
Aus dieser Ehe gingen zwei Söhne hervor:
1. Ladislaus Hunyadi (* 1431[4] auf der Burg Eisenmarkt (?), † (hingerichtet) 16. März 1457 in Ofen), Krieger, Kämpfer gegen die Türken und Staatsmann.
2. Matthias Corvinus (* 23. Februar 1443 in Klausenburg, Siebenbürgen, † 6. April 1490 in Wien) zwischen 1458 und 1490 Apostolischer König von Ungarn.

## Hunyadi im historischen Gedächtnis

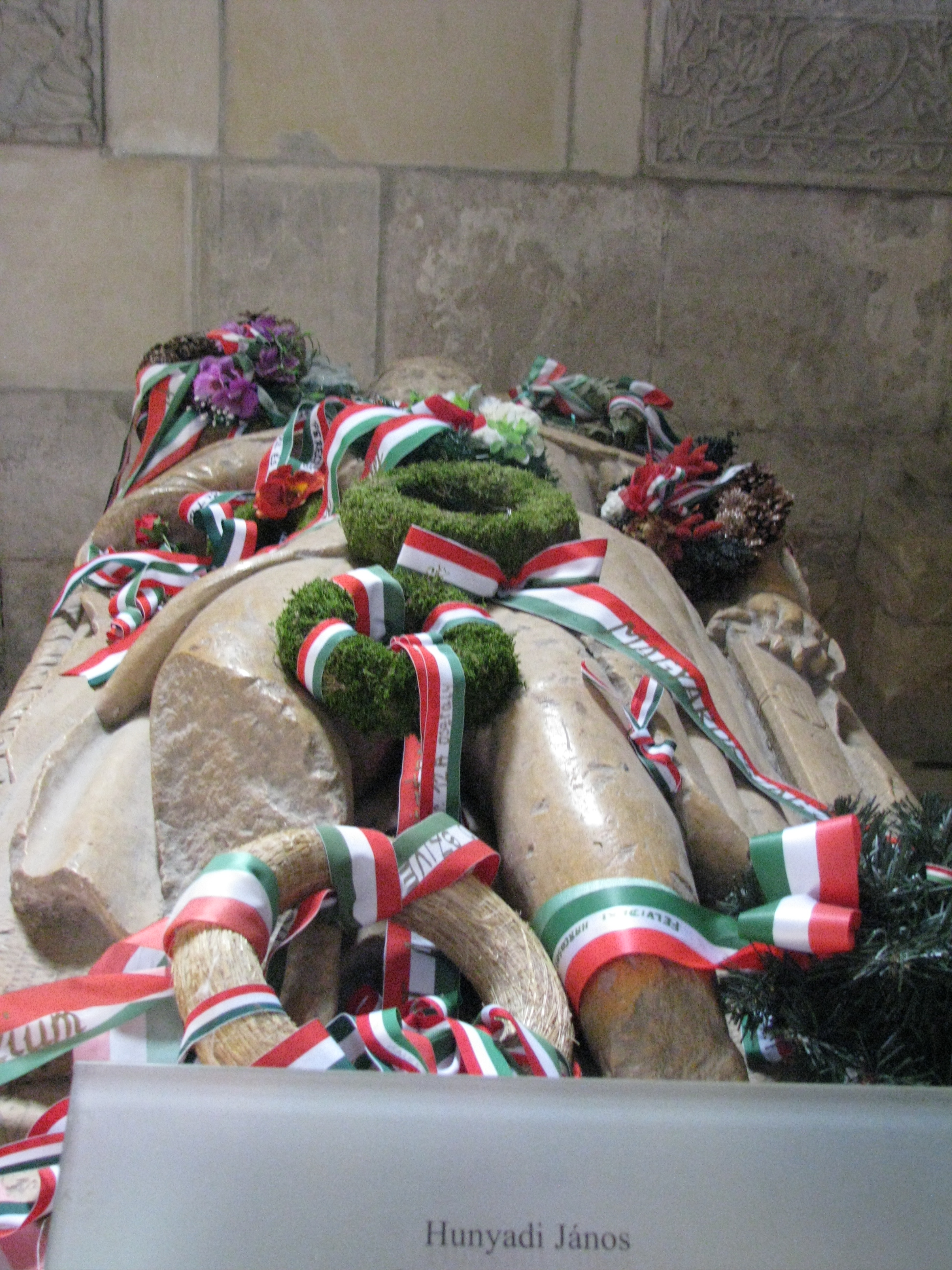
Grab Johann Hunyadis in der katholischen Kathedrale in Alba Iulia

Im historischen Gedächtnis ist Hunyadi derart als die Inkarnation christlichen Rittertums verankert, dass vergessen wird, dass er sowohl ein berühmter Heerführer als auch ein großer Staatsmann war. Ihm wird nachgesagt, dass er mit dem Kopf statt mit seinem Arm kämpfte. Er erkannte die Unzulänglichkeit und Unzuverlässigkeit der feudalen Steueraushebungen, setzte eine reguläre Armee im großen Maßstab ein und verließ sich mehr auf Strategie und Taktik als lediglich auf Tapferkeit. Er war in der Tat der erste ungarische General im modernen Wortsinn. Erst spät in seinem Leben lernte er, zu lesen und zu schreiben, und sein Latein ließ immer zu wünschen übrig. Er verdankte seinen Einfluss teilweise seiner natürlichen Begabung und seinem von Zeitgenossen als ritterlich gelobten Charakter. Er wird beschrieben als kleinwüchsiger, kräftiger Mann mit rundlichen, rosigen Wangen, langem, schneeweißem, gelocktem Haar und heiteren schwarzen Augen.

## Rezeption
Durch die kaiserliche Entschließung von Franz Joseph I. vom 28. Februar 1863 wurde Johann Hunyady in die Liste der „berühmtesten, zur immerwährenden Nacheiferung würdiger Kriegsfürsten und Feldherren Österreichs“ aufgenommen, zu deren Ehren und Andenken auch eine lebensgroße Statue in der Feldherrenhalle des damals neu errichteten k.k. Hofwaffenmuseums (heute: Heeresgeschichtliches Museum Wien) errichtet wurde. Die Statue wurde 1872 vom Bildhauer Karl Peckary (1848–1896) aus Carrara-Marmor geschaffen, gewidmet wurde sie von Kaiser Franz Joseph selbst.
Von Mitte 2022 bis Mitte 2023 entstand unter der Regie von Robert Dornhelm, Orsi Nagypal und Attila Szász die Serie Hunyadi – Aufstieg zur Macht (Rise of the Raven) für TV2 und ORF über das Leben von Johann Hunyadi.